# Наливайково
Наливайково (укр. Наливайкове) — село, относится к Великомихайловскому району Одесской области Украины.
Население по переписи 2001 года составляло 134 человека. Почтовый индекс — 67153. Телефонный код — 8-04859. Занимает площадь 0,86 км². Код КОАТУУ — 5121683905.

## Местный совет
67153, Одесская обл., Великомихайловский р-н, с. Петровское, ул. Фрунзе, 5